# Хайнс, Тайлер
Тайлер Джеффри Хайнс (англ. Tyler Jeffery Hynes) — канадский киноактёр.

## Биография
Тайлер Хайнс родился 6 мая 1986 года в Торонто, но вырос на 60 акрах (240,000 м²) ранчо в Рассел Онтарио. В настоящее время Тайлер проводит своё время между домами в Монреале, Торонто, Ванкувере, а остальную часть года в Лос-Анджелесе. Ходил в начальную католическую школу Матери Терезы и среднюю школу Святого Франциска Ксавьера, а также в среднюю школу North Dundas. В 2003 году получил диплом, сдав все экзамены за 2 дня.

## Карьера
Его первая роль была в мюзикле «A Christmas Carol», где он играл Крошку Тима. На экране дебютировал в 1997 году в фильме «Маленькие мужчины», где сыграл роль второго плана. А в 18 лет написал сценарий для собственного фильма.
Недавно выпущенный компакт-диск, который Тайлер записал вместе со своим братом Брэндоном под названием: «Don’t Hold Back: The Story of Jarvo», получил хорошие отзывы.

## Фильмография
| Год         | Русское название             | Оригинальное название                           | Персонаж         | Описание             |
| ----------- | ---------------------------- | ----------------------------------------------- | ---------------- | -------------------- |
| 1997        | «Маленькие мужчины»          | Little Men                                      | Дэми Брук        | кинофильм            |
| 1998        |                              | Home Team                                       | Chip             | кинофильм            |
| 1998        | «Загадочное дело Шелби Ву»   | The Mystery Files of Shelby Woo                 | Гари             | сериал (1 эпизод)    |
| 1999        | «Лесси»                      | Lassie                                          | Дэррен           | сериал (2 эпизода)   |
| 1999        | «Солдаты удачи»              | Soldier of Fortune, Inc.                        | Билли Риддл      | сериал (1 эпизод)    |
| 1999        | «Боишься ли ты темноты?»     | Are You Afraid of the Dark?                     | Джимми Миллер    | сериал (1 эпизод)    |
| 1999 — 2000 | «Амазония»                   | Amazon                                          | Уилл Байер       | сериал (22 эпизода)  |
| 2000        | «Другой я»                   | The Other Me                                    | Скотти ДеСота    | ТВ-фильм             |
| 2001        |                              | Tagged: The Jonathan Wamback Story              | Jonathan Wamback | ТВ-фильм             |
| 2001        | «Бесконечная история»        | Tales from the Neverending Story                | Атрейу           | сериал (3 эпизода)   |
| 2003        | «Раскаяние»                  | Levity                                          | Риппл            | кинофильм            |
| 2004        | «После моей смерти»          | While I Was Gone                                | Мэлки МакДоуэлл  | ТВ-фильм             |
| 2005        | «Последний знак»             | The Last Sign                                   | Фрэнк            | кинофильм            |
| 2005        | «Без их согласия»            | I Do, They Don’t                                | Расти            | ТВ-фильм             |
| 2005        | «Шестнадцатилетняя мать»     | Mom at Sixteen                                  | Брэд             | ТВ-фильм             |
| 2005 — 2006 | «Школа первых ракеток»       | 15/Love                                         | Нэйт Бэйтс       | сериал (6 эпизодов)  |
| 2006        |                              | Citizen Duane                                   | Ребел Стоунер    | кинофильм            |
| 2007        | «Медовый месяц Камиллы»      | Camille                                         | Рикки            | кинофильм            |
| 2008        | «Софи»                       | Sophie                                          | Кристиан Паркер  | сериал (4 эпизода)   |
| 2008        | «Горячая точка»              | Flashpoint                                      | ЭрДжей Стречен   | сериал (1 эпизод)    |
| 2009        | «Сумерки в Вальмонте»        | Valemont                                        | Габриэль         | сериал (13 эпизодов) |
| 2009 — 2010 | «Хранилище 13»               | Warehouse 13                                    | Джошуа Донован   | сериал (4 эпизода)   |
| 2010        |                              | Impossible                                      | Йен Френч        | короткометражка      |
| 2010        |                              | Heartland                                       | Джо              | сериал (1 эпизод)    |
| 2011        | «Морская полиция: Спецотдел» | Navy NCIS: Naval Criminal Investigative Service | Дэвин Лодж       | сериал (1 эпизод)    |
| 2011        | «Война богов: Бессмертные»   | Immortals                                       | Слэйв            | кинофильм            |

## Награды
- 2001 год — премия «Молодой актёр» в категории «Лучшая работа в комедийном ТВ-фильме — молодой актёр второго плана» за роль Скотти ДеСота в фильме «Другой я»

## Номинации
- 2001 год — номинация на премию «Молодой актёр» в категории «Лучший актёрский ансамбль ТВ-фильма» за роль Скотти ДеСота в фильме «Другой я»
- 2002 год — номинация на премию «Молодой актёр» в категории «Лучшая работа в телевизионном драматическом сериале» за роль Атрейу в фильме «Бесконечная история»
- 2002 год — номинация на премию «Gemini» в категории «Лучшая актёрская работа в ведущей роли в драматической программе или мини-сериале» за роль Jonathan Wamback в фильме «Tagged: The Jonathan Wamback Story»
- 2003 год — номинация на премию «Молодой актёр» в категории «Лучшая работа в телевизионном фильме или мини-сериале — ведущий молодой актёр» за роль Jonathan Wamback в фильме «Tagged: The Jonathan Wamback Story»

## Интересные факты
- Тайлер — солист группы «All Logic».[1]
- Увлекается скейтбордом.
- Тайлер саентолог, так же как его брат и мать.
- Рост - 177 см.